# Mütilosz illír király
Mütilosz vagy Mütiliosz (ógörög Μύτιλος, Μύτιλιος, latin Mytilus, Mytilius) az ókori Illír Királyság uralkodója, feltehetőleg az i. e. 270 és 260 közötti évtizedben. A történeti források és az általa veretett pénzérmék alapján a történettudomány Mütilosz uralmát az Adriai-tenger partvidékére, az Epidamnosz és Apollónia mögött elterülő hátországra, a voltaképpeni Taulantia területére teszi. Hadat viselt az Épeiroszi Királyság ellen, de i. e. 270-ben vereséget szenvedett.

## Származása
Elődjét, Monunioszt és Mütiloszt gyakran említik a dardánok királyaiként, akik fennhatóságukat az Adriai-tenger partvidékére is kiterjesztették. Ezt a feltételezést azonban sem a klasszikus források, sem a régészettudomány eredményei nem támasztják alá. Az ókori munkákban egyértelműen az i. e. 230-as évektől uralkodó Longarosz ez első megnevezett dardán király. Emellett a Monuniosz és Mütilosz által a partvidéken veretett pénzérmék az egykori Dardánia területén végzett ásatásokról nem kerültek elő, ami egészen valószínűtlenné teszi dardán királyi mivoltukat. Neritan Ceka albán régész szerint a tévesztés abból fakadhat, hogy egy évszázaddal később valóban uralkodott egy Monuniosz nevű király a dardánok felett, és ez alapján kényelmes feltételezésként adódik a 3. századi illír király és utódjának dardánokként való azonosítása.
A Glaukiasz uralkodásának végétől, i. e. 302-től az Agrón király i. e. 231-es medioni győzelméig ívelő időszak illír uralkodóinak kronológiáját és genealógiáját nem őrizték meg a klasszikus történeti munkák szerzői. Bár Glaukiaszt még a taulantok, Agrón apját, II. Pleuratoszt pedig már az ardiaták közé tartozó királyként ismerjük, a 2010-es években albán történészek felvetették annak a lehetőségét, hogy valójában Glaukiasztól Agrónig egyenes volt a leszármazási sor, és Agrón Mütilosz unokája lehetett.

## Uralkodása
Monuniosz király utódja, talán annak fia volt. Elődjét követően ő volt a sorban a második illír uralkodó, aki saját pénzt veretett. A tengerparti görög gyarmatvárosban, Epidamnoszban vert bronzpénz BASZILEÓSZ MÜTILIU (ΒΑΣΙΛΕΩΣ ΜΥΤΙΛΙΟΥ, ’Mütilosz királyé’) felirata teszi egyértelművé királyi címét. Az érme előlapján az oroszlánbőrt viselő Héraklész portréja, hátlapján pedig a hős fegyvereinek (tőr, íj, tegez) ábrázolása látható. Feltehetőleg Mütilosz névjele jelenik meg néhány i. e. 265 körül veretett apollóniai bronzérmén is. A két polisz, Epidamnosz és Apollónia továbbra is megőrizte önállóságát és saját ezüstpénzét használta, ami arra utal, hogy Mütilosz uralma alapvetően a két város mögötti hátországára, a taulantok és parthinok által lakott vidékekre terjedt ki.
A történeti források és a numizmatikai leletek alapján valószínűsíthető, hogy Mütilosz csatlakozott a tengerparti görög gyarmatvárosok, Epidamnosz és Apollónia, valamint az aitólok közötti, az epiróták ellen harcoló szövetséghez. Frontinus és Iustinus történeti munkáiból ismert, hogy I. Pürrhosz épeiroszi király i. e. 272-ben bekövetkezett halála után, i. e. 270-ben Mütilosz megkísérelte visszaszerezni a Pürrhosz által elhódított illíriai területeket. Epiruszra támadt, de II. Alexandrosz megfutamította a seregét. Apollónia ezt követően már a Római Köztársaság beavatkozását kérte az epiróták elleni harcban.